# Rio Rico Southwest
Rio Rico Southwest és una concentració de població designada pel cens dels Estats Units a l'estat d'Arizona. Segons el cens del 2000 tenia 2.777 habitants.

## Demografia
Segons el cens del 2000, Rio Rico Southwest tenia 2.777 habitants, 726 habitatges, i 675 famílies La densitat de població era de 55,8 habitants/km².
Dels 726 habitatges en un 66,4% hi vivien nens de menys de 18 anys, en un 81,3% hi vivien parelles casades, en un 8,4% dones solteres, i en un 7% no eren unitats familiars. En el 5,2% dels habitatges hi vivien persones soles l'1,4% de les quals corresponia a persones de 65 anys o més que vivien soles. El nombre mitjà de persones vivint en cada habitatge era de 3,83 i el nombre mitjà de persones que vivien en cada família era de 3,97.
Per edats la població es repartia de la següent manera: un 40% tenia menys de 18 anys, un 6,8% entre 18 i 24, un 33,1% entre 25 i 44, un 15,1% de 45 a 60 i un 5% 65 anys o més.
L'edat mediana era de 28 anys. Per cada 100 dones de 18 o més anys hi havia 92,3 homes.
La renda mediana per habitatge era de 36.484 $ i la renda mediana per família de 35.677 $. Els homes tenien una renda mediana de 29.677 $ mentre que les dones 16.686 $. La renda per capita de la població era d'11.763 $. Aproximadament el 9,7% de les famílies i el 12,2% de la població estaven per davall del llindar de pobresa.

## Poblacions més a prop
El següent diagrama mostra les poblacions més a prop.